# Tredje aggressionstunneln

Karta över Koreas demilitariserade zon med de fyra kända tunnlarna markerade.

Tredje aggressionstunneln, (koreanska: 제3땅굴), är en av fyra kända tunnlar under Koreas demilitariserade zon.
Den upptäcktes 44 km från Seoul den 17 oktober 1978 efter information från en avhoppare. Tunneln är 1,7 km lång, 2 meter hög och 2 meter bred och går på 73 meters djup i berggrunden. Den verkar ha byggts för en nordkoreansk överraskningsattack mot Seoul och kan härbärgera 30 000 man per timme tillsammans med lätta vapen.
Totalt har fyra tunnlar upptäckts hittills, men troligen finns det minst 20 till. Sydkoreanska och amerikanska soldater borrar regelbundet i den demilitariserade zonen för att hitta dem. 
Nordkorea har officiellt sagt att tunneln är en del av en kolgruva, retirerande soldater har målat väggarna svarta för att bekräfta detta. Tecken i tunneln tyder dock på att det inte finns någon geologisk sannolikhet för kol i området. Tunnelväggarna där turister får vistas är uppenbarligen granit, en magmatisk bergart, medan kol finns i sedimentära bergarter.
Fotografering är förbjuden i tunneln, som är välbevakad trots att det är ett populärt turistmål. Sydkoreanerna har blockerat den faktiska militära gränsen i tunneln med tre cementbarrikader. Den tredje kan ses av besökarna och den andra genom ett fönster i den tredje.

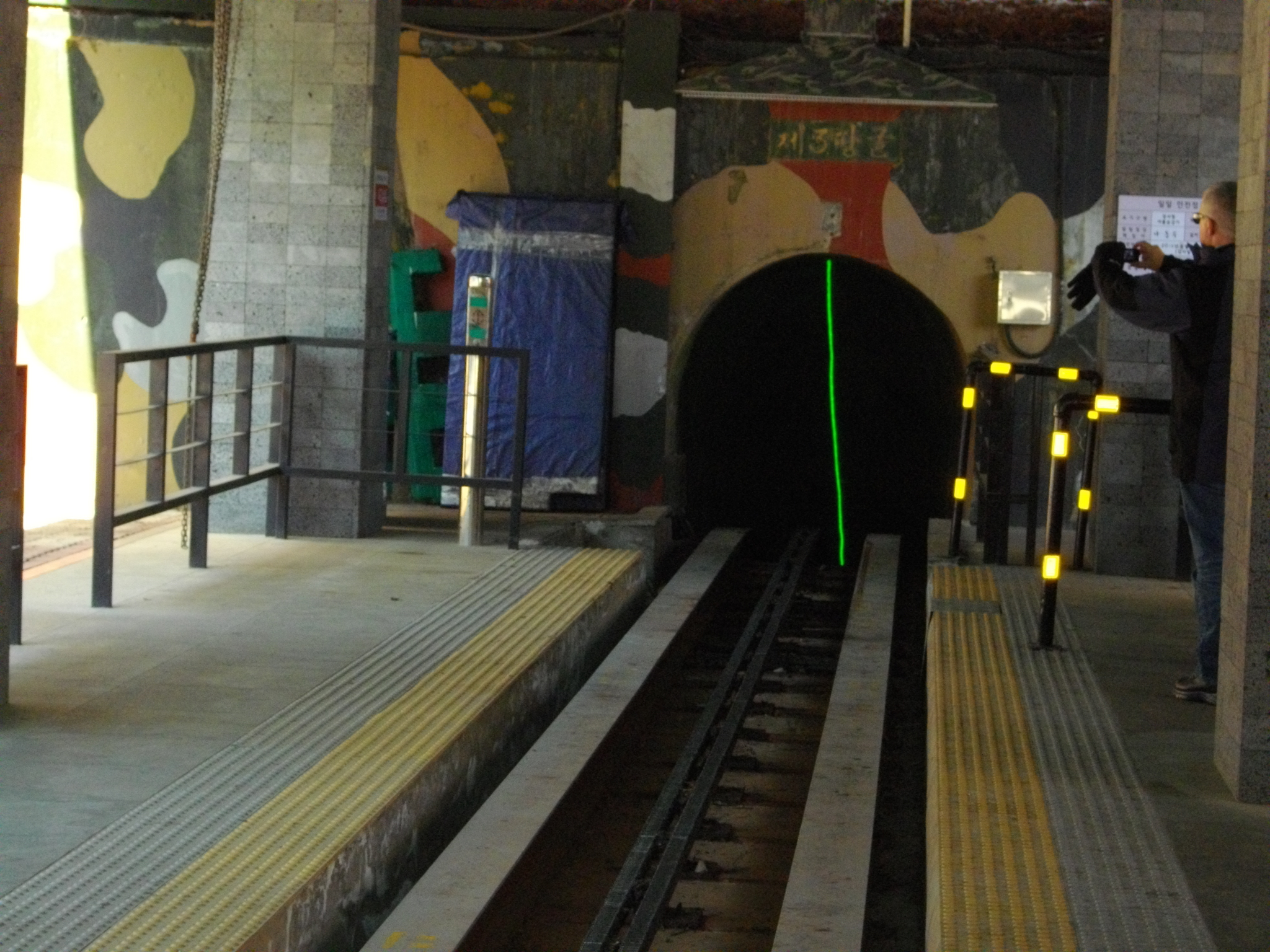
Tredje aggressionstunneln